# 国道431号

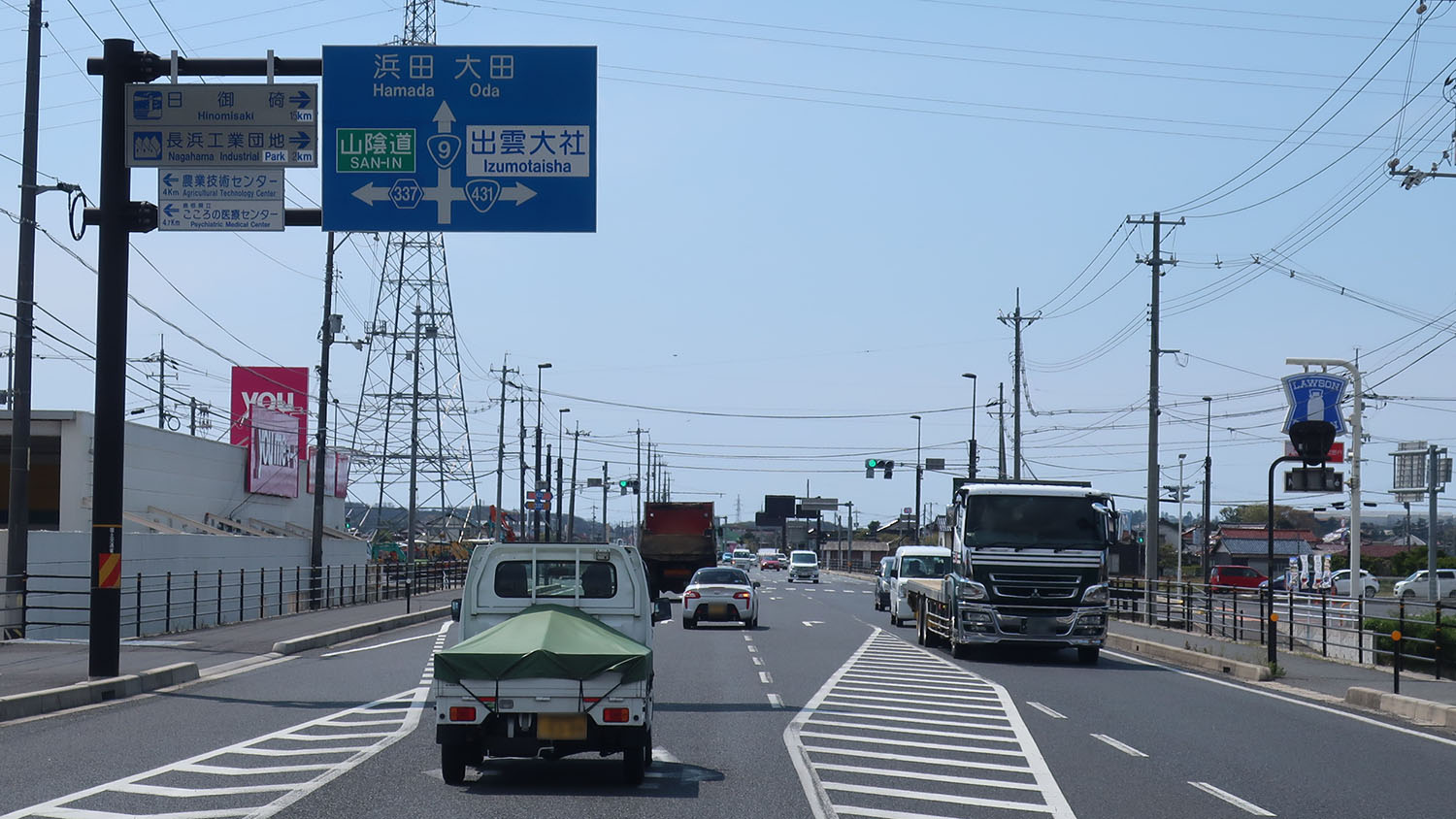
国道431号 起点
島根県出雲市 大島交差点

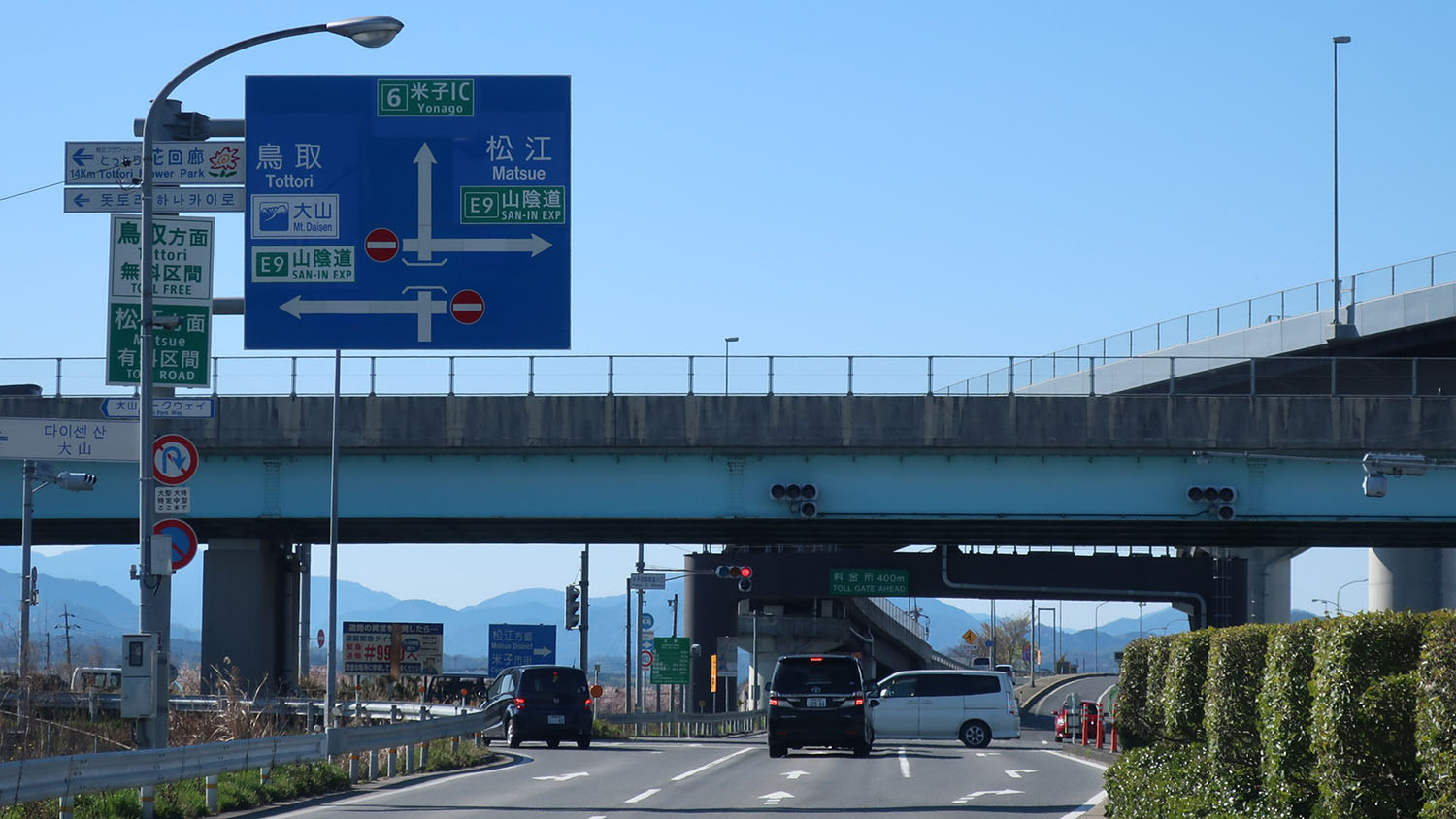
国道431号 終点
鳥取県米子市
米子自動車道入口交差点

国道431号（こくどう431ごう）は、島根県出雲市から鳥取県米子市に至る一般国道である。

## 概要

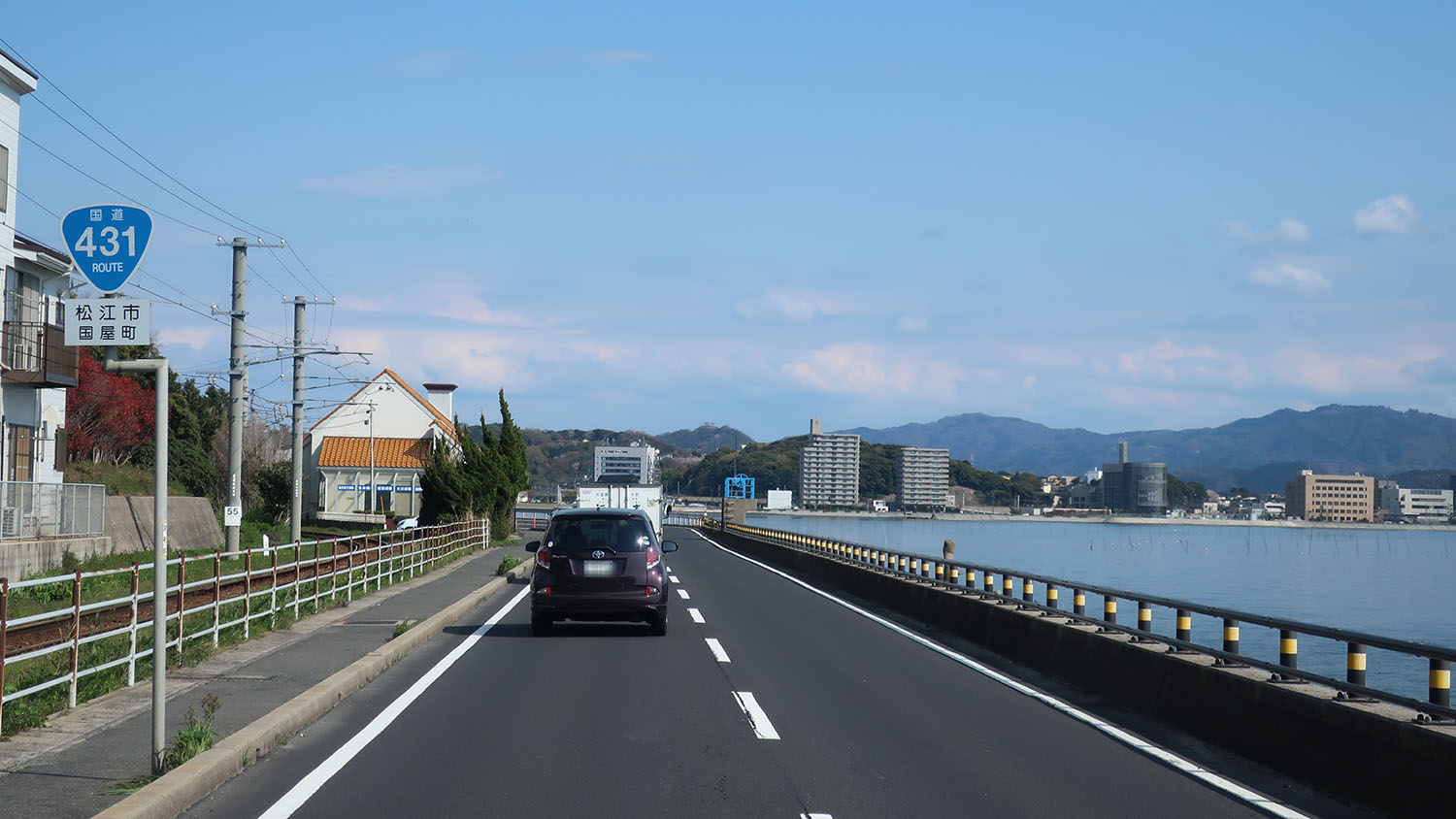
宍道湖沿いを通過する
島根県松江市国屋町

主に島根半島の中海側、宍道湖側、弓ヶ浜半島の日本海側（美保湾）を通る。

### 路線データ
一般国道の路線を指定する政令に基づく起終点および重要な経過地は次のとおり。
- 起点：出雲市（大島町交差点 = 国道9号交点）
- 終点：米子市（米子自動車道入口交差点 = 国道9号バイパス交点、山陰自動車道 米子東IC・米子自動車道 米子IC）
- 重要な経過地：平田市[注釈 2]、松江市、島根県八束郡美保関町[注釈 3]、境港市
- 総延長 : 101.9 km（鳥取県 22.3 km、島根県 79.7 km）重用延長を含む[2][注釈 4]
- 重用延長 : 0.0 km（鳥取県 0.0 km、島根県 - km）[2][注釈 4]
- 未供用延長 : なし[2][注釈 4]
- 実延長 : 101.9 km（鳥取県 22.2 km、島根県 76.8 km）[2][注釈 4]
  - 現道 : 94.1 km（鳥取県 22.2 km、島根県 71.8 km）[2][注釈 4]
  - 旧道 : 4.9 km（鳥取県 - km、島根県 4.9 km）[2][注釈 4]
  - 新道 : 2.9 km（鳥取県 - km、島根県 2.9 km）[2][注釈 4]
- 指定区間：なし[3]

## 歴史
前身は、出雲大社前 - 松江市間が主要地方道松江大社線（島根県道23号）、松江市 - 境港市間が主要地方道松江境線（島根県道1号・鳥取県道18号）、境港市 - 米子市間が主要地方道米子境線（鳥取県道17号）となっていた。
1981年（昭和56年）4月30日付で一般国道431号の指定が公布され、翌年4月1日付けで施行された。

### 年表
- 1982年（昭和57年）4月1日 - 一般国道431号（出雲市 - 米子市）として指定施行[4]。

## 路線状況

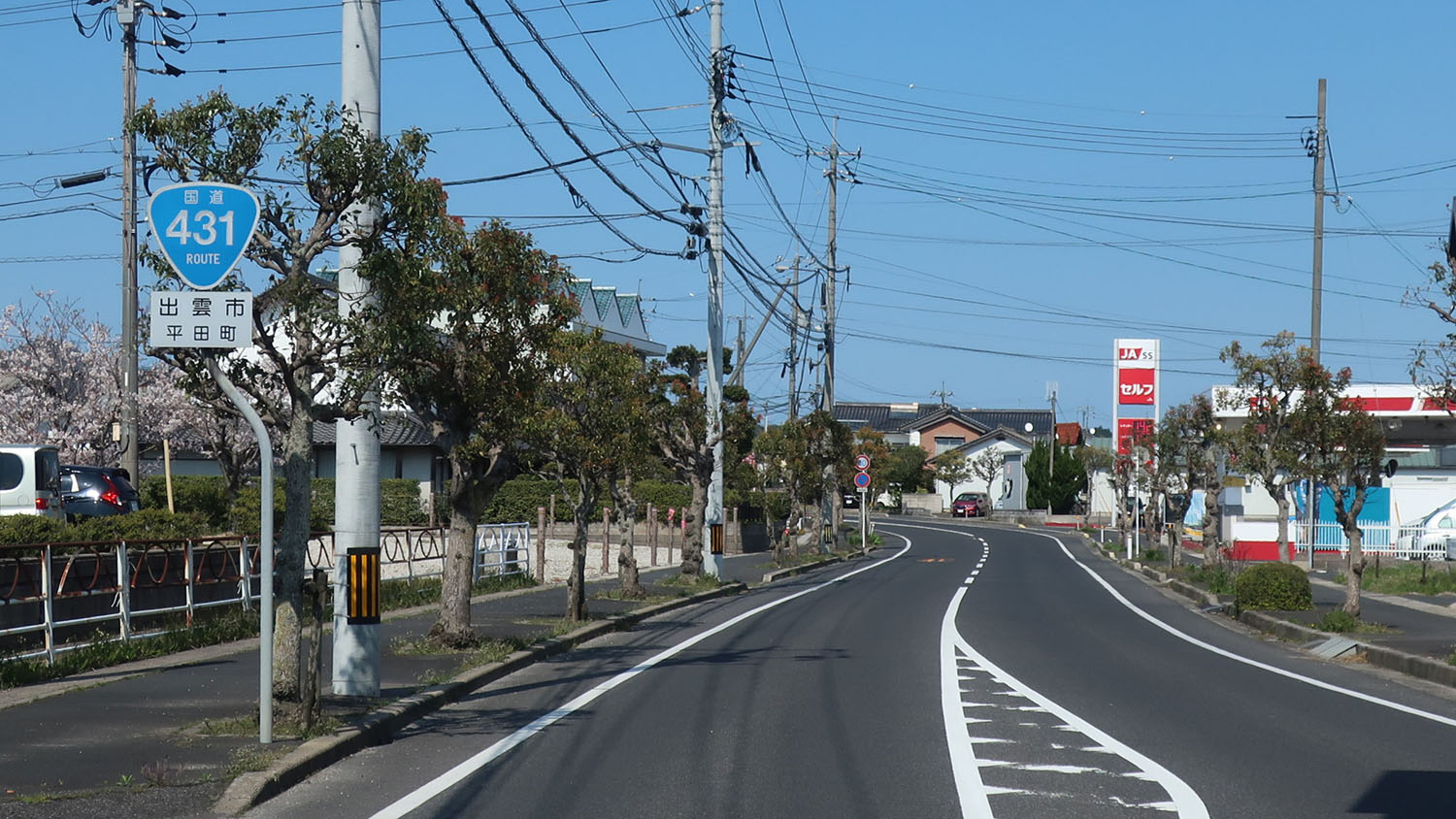
島根県出雲市平田町
（2019年4月撮影）

路線の性格は通過する自治体によって異なる。例えば、起点部分の出雲市側では山陰自動車道と重要観光地である出雲大社・日御碕などとを結ぶアクセス道路として、出雲市平田地区や松江市内北部ではそれぞれの重要幹線として、境港市から米子市にかけての区間は弓ヶ浜半島の大動脈として、また終端部分の米子市では米子自動車道などへのアクセス道路としての性格を持つ。
かつて出雲市大社町内では、入り組んだ区間を通るため、このルートを島根県道29号大社日御碕線の一部などを通るものに変更してはどうか、ということが言い出されたことがあった。その後、出雲大社の遍宮祭までに島根県道29号大社日御碕線の一部と市道宮内稲佐線を通るルートに変更された。

### 別名
- （外浜）産業道路 - 鳥取県境港市の境水道大橋から鳥取県米子市河崎・河崎交差点（鳥取県道317号両三柳西福原線交点）まで
  - 「産業道路」は上記の区間に加えて鳥取県道317号両三柳西福原線の全線を含む通称である。米子市皆生温泉経由の現道が開通するまでは、この県道が国道431号の一部であった。ただし、近年では県道部分のみを産業道路と称し、国道部分は431号と分ける場合がある。
  - 鳥取県道47号米子境港線（通称・内浜産業道路）と区別するために、「外浜産業道路」とも呼ばれる。
- 出雲市大社町から松江市の宍道湖大橋北詰辺りの区間は、旧県道23号松江大社線時代から宍道湖北岸を通ることから、年配者を中心に「湖北線」の愛称で呼ばれている[6]。

### バイパス
- 川津バイパス
- 東林木バイパス

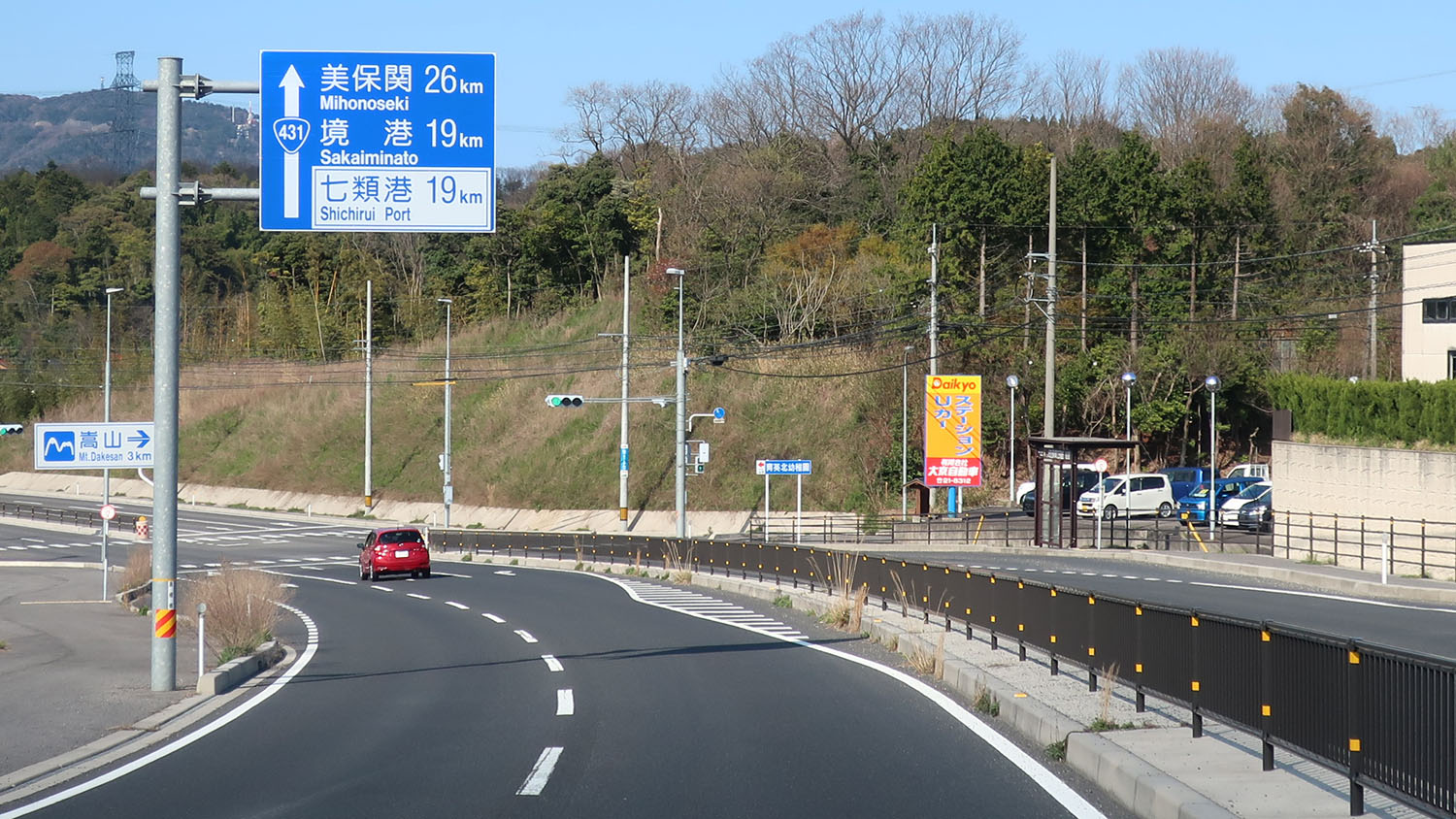
川津バイパス
島根県松江市西川津町

- 白砂青松の弓ヶ浜サイクリングコース弓ヶ浜工区（自転車歩行者専用道）

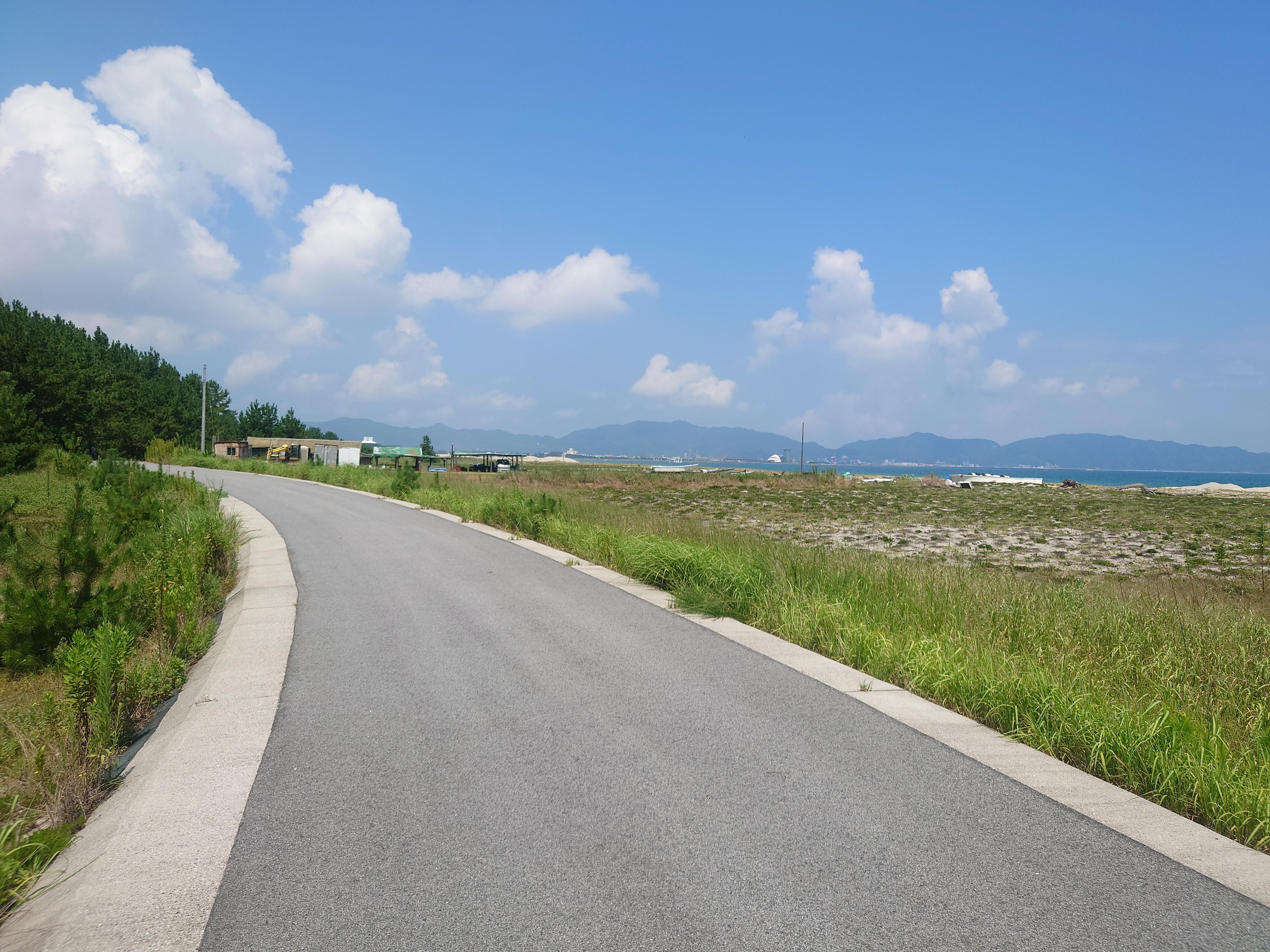
白砂青松の弓ヶ浜サイクリングコースの国道431号単独部分

### 道の駅
- 島根県
  - 秋鹿なぎさ公園（松江市）
  - 本庄（松江市）

## 地理

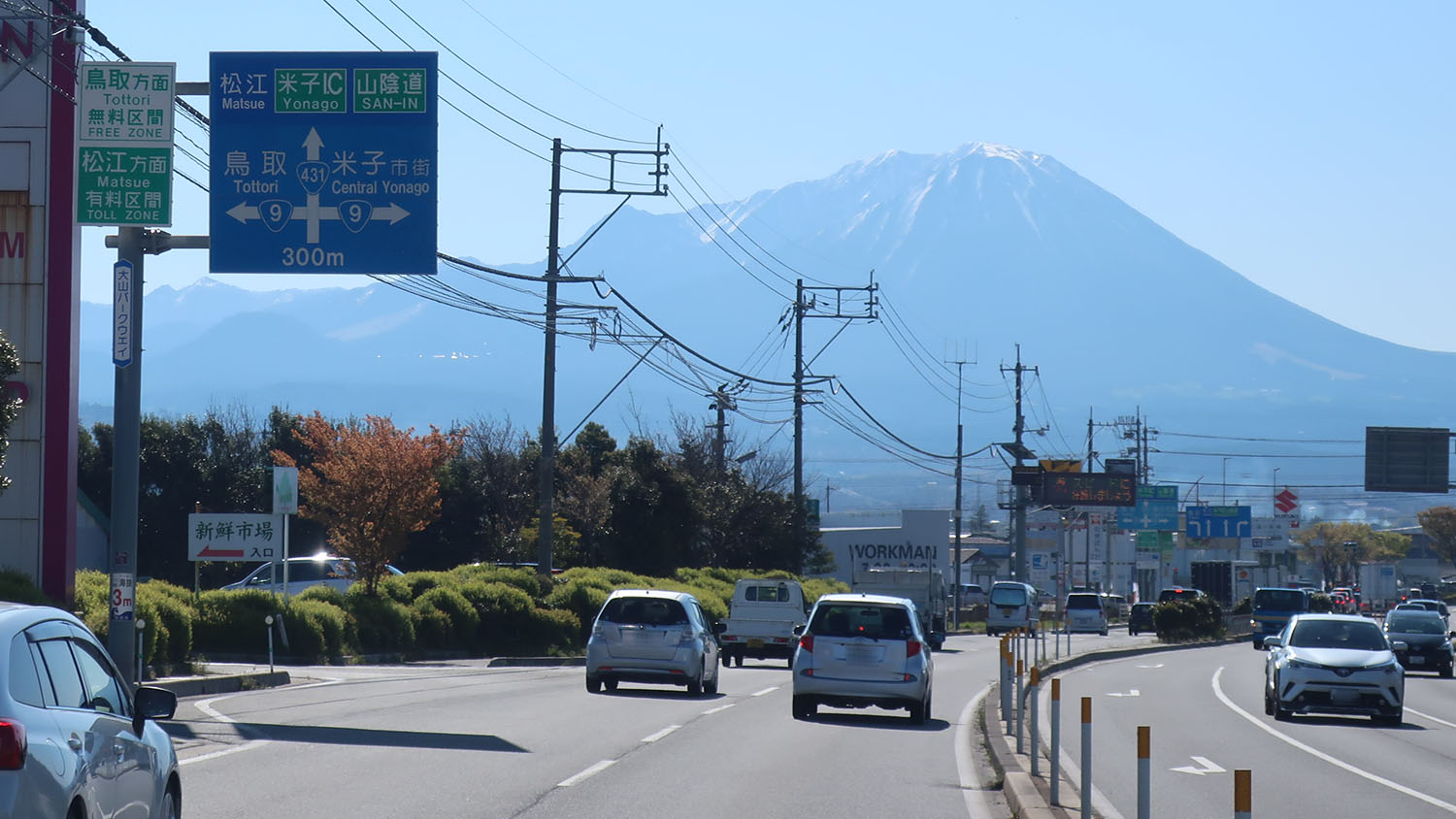
国道9号との交差
鳥取県西伯郡日吉津村日吉津

### 通過する自治体
- 島根県
  - 出雲市 - 松江市
- 鳥取県
  - 境港市 - 米子市 - 西伯郡日吉津村 - 米子市

### 交差する道路
| 交差する道路                                                                 | 都道府県名 | 市町村名 | 市町村名 | 交差する場所                 | 交差する場所                                                            |
| ---------------------------------------------------------------------------- | ---------- | -------- | -------- | ---------------------------- | ----------------------------------------------------------------------- |
| 国道9号 島根県道337号出雲インター線                                          | 島根県     | 出雲市   | 出雲市   | 神西沖町                     | 大島（おおじま）交差点 / 起点                                           |
| 島根県道279号外園高松線                                                      | 島根県     | 出雲市   | 出雲市   | 西園町                       | 長浜工業団地交差点                                                      |
| 島根県道351号出雲路自転車道線                                                | 島根県     | 出雲市   | 出雲市   | 大社町中荒木                 |                                                                         |
| 島根県道351号出雲路自転車道線 重複区間起点                                   | 島根県     | 出雲市   | 出雲市   | 大社町杵築西                 |                                                                         |
| 島根県道29号大社日御碕線 島根県道351号出雲路自転車道線 重複区間終点          | 島根県     | 出雲市   | 出雲市   | 大社町杵築北                 |                                                                         |
| 島根県道161号斐川出雲大社線                                                  | 島根県     | 出雲市   | 出雲市   | 大社町杵築東                 |                                                                         |
| 島根県道28号出雲大社線                                                       | 島根県     | 出雲市   | 出雲市   | 大社町菱根                   | 菱根交差点                                                              |
| 島根県道276号遙堪今市線                                                      | 島根県     | 出雲市   | 出雲市   | 大社町遙堪（ようかん）       | 遙堪交差点                                                              |
| 島根県道278号矢尾今市線                                                      | 島根県     | 出雲市   | 出雲市   | 矢尾町（やびちょう）         | 矢尾交差点                                                              |
| 国道431号 / 東林木バイパス                                                   | 島根県     | 出雲市   | 出雲市   | 矢尾町                       |                                                                         |
| 国道431号 / 東林木バイパス                                                   | 島根県     | 出雲市   | 出雲市   | 東林木町                     |                                                                         |
| 島根県道275号十六島直江停車場線                                              | 島根県     | 出雲市   | 出雲市   | 平田町                       | 本田橋交差点                                                            |
| 島根県道232号小伊津港線                                                      | 島根県     | 出雲市   | 出雲市   | 西平田町                     | 平田本田交差点                                                          |
| 島根県道159号出雲平田線                                                      | 島根県     | 出雲市   | 出雲市   | 平田町                       | 京町交差点                                                              |
| 島根県道184号平田荘原線                                                      | 島根県     | 出雲市   | 出雲市   | 平田町                       | 寺町交差点                                                              |
| 島根県道228号平田停車場線                                                    | 島根県     | 出雲市   | 出雲市   | 平田町                       | 雲州平田駅前交差点                                                      |
| 島根県道23号斐川一畑大社線 重複区間起点                                      | 島根県     | 出雲市   | 出雲市   | 平田町                       | 平田新田交差点                                                          |
| 島根県道352号宍道湖湖北自転車道線 重複区間起点                               | 島根県     | 出雲市   | 出雲市   | 鹿園寺町（ろくおんじちょう） |                                                                         |
| 島根県道352号宍道湖湖北自転車道線 重複区間終点                               | 島根県     | 出雲市   | 出雲市   | 小境町                       |                                                                         |
| 島根県道23号斐川一畑大社線 重複区間終点                                      | 島根県     | 出雲市   | 出雲市   | 小境町                       | 一畑薬師入口交差点                                                      |
| 島根県道352号宍道湖湖北自転車道線 重複区間起点                               | 島根県     | 出雲市   | 出雲市   | 小境町                       |                                                                         |
| 島根県道352号宍道湖湖北自転車道線 重複区間終点                               | 島根県     | 松江市   | 松江市   | 大野町                       |                                                                         |
| 島根県道266号大野魚瀬恵曇線 島根県道352号宍道湖湖北自転車道線 重複区間起点   | 島根県     | 松江市   | 松江市   | 大野町                       |                                                                         |
| 島根県道352号宍道湖湖北自転車道線 重複区間終点                               | 島根県     | 松江市   | 松江市   | 打出町                       |                                                                         |
| 島根県道352号宍道湖湖北自転車道線 重複区間起点                               | 島根県     | 松江市   | 松江市   | 西浜佐陀町                   |                                                                         |
| 島根県道352号宍道湖湖北自転車道線 重複区間終点                               | 島根県     | 松江市   | 松江市   | 西浜佐陀町                   |                                                                         |
| 島根県道264号講武古江線                                                      | 島根県     | 松江市   | 松江市   | 西浜佐陀町                   |                                                                         |
| 島根県道37号松江鹿島美保関線 重複区間起点                                    | 島根県     | 松江市   | 松江市   | 東茶町                       | 宍道湖大橋北詰交差点                                                    |
| 島根県道37号松江鹿島美保関線 重複区間終点                                    | 島根県     | 松江市   | 松江市   | 殿町                         | 幸橋交差点                                                              |
| 島根県道21号松江島根線 / 旧道                                                | 島根県     | 松江市   | 松江市   | 南田町                       | 鍛冶橋交差点                                                            |
| 島根県道260号本庄福富松江線                                                  | 島根県     | 松江市   | 松江市   | 米子町（よなごまち）         | 米子町交差点                                                            |
| 島根県道352号宍道湖湖北自転車道線未供用                                      | 島根県     | 松江市   | 松江市   | 大輪町（だいりんちょう）     |                                                                         |
| 島根県道21号松江島根線 重複区間起点                                          | 島根県     | 松江市   | 松江市   | 菅田町（すがたちょう）       | 附属中前交差点                                                          |
| 島根県道21号松江島根線 重複区間終点                                          | 島根県     | 松江市   | 松江市   | 下東川津町                   |                                                                         |
| 国道485号 / 松江だんだん道路 国道485号 重複区間起点                          | 島根県     | 松江市   | 松江市   | 下東川津町                   | 3 川津IC                                                                |
| 島根県道252号枕木山線                                                        | 島根県     | 松江市   | 松江市   | 邑生町（おうちょう）         |                                                                         |
| 島根県道260号本庄福富松江線                                                  | 島根県     | 松江市   | 松江市   | 野原町                       |                                                                         |
| 島根県道152号松江七類港線                                                    | 島根県     | 松江市   | 松江市   | 手角町（たすみちょう）       |                                                                         |
| 島根県道338号美保関八束松江線                                                | 島根県     | 松江市   | 松江市   | 美保関町下宇部尾             |                                                                         |
| 国道485号 重複区間終点                                                       | 島根県     | 松江市   | 松江市   | 美保関町森山                 |                                                                         |
| 鳥取県道・島根県道2号境美保関線 重複区間起点                                 | 島根県     | 松江市   | 松江市   | 美保関町森山                 | [ 注釈 6 ]                                                              |
| 鳥取県道・島根県道2号境美保関線 重複区間終点                                 | 島根県     | 松江市   | 松江市   | 美保関町森山                 |                                                                         |
| 鳥取県道47号米子境港線 鳥取県道301号境外港線 鳥取県道502号米子境港自転車道線 | 鳥取県     | 境港市   | 境港市   | 上道町（あがりみちちょう）   | 上道町交差点                                                            |
| 鳥取県道221号余子停車場線                                                    | 鳥取県     | 境港市   | 境港市   | 竹内町（たけのうちちょう）   | 竹内団地入口交差点                                                      |
| 鳥取県道271号米子空港線                                                      | 鳥取県     | 境港市   | 境港市   | 佐斐神町（さいのかみちょう） | 空港入口交差点                                                          |
| 鳥取県道178号大篠津停車場線                                                  | 鳥取県     | 米子市   | 米子市   | 大篠津町                     | 大篠津町交差点                                                          |
| 鳥取県道300号米子環状線 重複区間起点                                         | 鳥取県     | 米子市   | 米子市   | 和田町                       | 下和田交差点                                                            |
| 鳥取県道300号米子環状線 / 支線                                               | 鳥取県     | 米子市   | 米子市   | 夜見町                       | 夜見町交差点                                                            |
| 鳥取県道317号両三柳西福原線                                                  | 鳥取県     | 米子市   | 米子市   | 河崎                         | 河崎交差点                                                              |
| 鳥取県道245号両三柳後藤停車場線 鳥取県道300号米子環状線 重複区間終点         | 鳥取県     | 米子市   | 米子市   | 両三柳（りょうみつやなぎ）   | 卸団地入口交差点                                                        |
| 鳥取県道207号皆生西原線                                                      | 鳥取県     | 米子市   | 米子市   | 皆生（かいけ）5丁目          | 皆生交差点                                                              |
| 鳥取県道206号皆生車尾線 鳥取県道300号米子環状線 重複区間起点                 | 鳥取県     | 米子市   | 米子市   | 皆生新田2丁目                | 労災病院入口交差点                                                      |
| 鳥取県道300号米子環状線 重複区間終点                                         | 鳥取県     | 米子市   | 米子市   | 皆生新田2丁目                |                                                                         |
| 鳥取県道262号日吉津伯耆大山停車場線 重複区間起点                             | 鳥取県     | 西伯郡   | 日吉津村 | 大字日吉津                   | 日吉津交差点                                                            |
| 鳥取県道262号日吉津伯耆大山停車場線 重複区間終点                             | 鳥取県     | 西伯郡   | 日吉津村 | 大字日吉津                   | 日吉津東交差点                                                          |
| 国道9号                                                                      | 鳥取県     | 米子市   | 米子市   | 二本木                       | 二本木交差点                                                            |
| E9 山陰自動車道 E73 米子自動車道                                             | 鳥取県     | 米子市   | 米子市   | 赤井手                       | 米子自動車道入口交差点 / 終点 E9 山陰道 16 米子東IC E73 米子道 6 米子IC |
| 東林木バイパス                                                               |            |          |          |                              |                                                                         |
| 国道431号 / 現道                                                             | 島根県     | 出雲市   | 出雲市   | 矢尾町                       | バイパス起点                                                            |
| 国道431号 / 現道                                                             | 島根県     | 出雲市   | 出雲市   | 東林木町                     | バイパス終点                                                            |